# Хуан Юнпин
Хуа́н Юнпи́н (кит. упр. 黄永砯, пиньинь Huáng Yǒngpīng; 18 февраля 1954 — 19 октября 2019, Париж, Франция) — китайский и французский художник.

## Биография
- Родился в 1954 году в Сямэне, Китай.
- Закончил в 1982 Академию изящных искусств Чжэцзян.
- С 1989 года живёт в Париже, Франция.

## Творчество
Работая с разнообразными традициями и медиа, Хуан Юнпин создает провокационные работы, которые призывают зрителя пересмотреть все — от идеи искусства до национальной идентичности и сегодняшней истории. Одна из основных фигур сямыньского дадаизма (коллектива китайских художников, заинтересованных в создании новой китайской культурной идентичности путём соединения традиций модернизма и даосизма), Хуан Юнпин пересматривает принятые определения истории и эстетики. Скульптуры и инсталляции художника обычно сопоставляют традиционные объекты и образы с современными.
Большинство ранних работ Хуана Юнпина были подчеркнуто неэстетичны. Произведение, которое он представил на выставке «Inside Out: New Chinese Art» в центре современного искусства в 1998 являло собой груду бумаги. Хуан Юнпин создал его поместив две книги — учебник по западному искусству 20 столетия на английском языке и книгу о традиционном китайском искусстве — в стиральную машину, превратив их в единую малопривлекательную массу. Художник получил известность благодаря своим масштабным работам. Таким, например, как
реалистичная, в натуральную величину скульптура тигра на спине слона. Хуан Юнпин начал карьеру в 1980-х как живописец, но скоро изменил вектор своей работы. Он и несколько друзей основали одну из наиболее радикальных художественных групп в Китае. Располагая информацией преимущественно из западных журналов об искусстве, они стали заочными «студентами» Йозефа Бойса, Джона Кейджа и Дюшана.
В 1989 Хуан был приглашён в Париж для участия в выставке «Маги Земли» («Magicians of the Earth») — выставке, которая объединила западное и не-западное искусство вместе. Пока художник был в Париже, произошли события на площади Тяньаньмэнь и Хуан решил остаться во Франции. Как заметили многие критики, искусство Хуана изменилось после переезда. То, что он делал в Китае было эфемерно, связано с перформансами, было в духе Дюшана. Его европейские работы более материальны, с акцентом на даосизм и буддизм, более «китайские».

## Персональные выставки
- 2007 «Huang Yong-Ping: From C to P», Gladstone Gallery, New York
- 2006 «House of Orcales: A Huang Yong Ping Retrospective», Mass MOCA, North Adams
- 2006 «Pantheon», Centre international d’art et du paysage de l’ile de Vassiviere
- 2006 «Les Mains de Bouddha», Galerie Anne de Villepoix, Paris, France
- 2005 «House of Orcales: A Huang Yong Ping Retrospective», Walker Art Center, Minneapolis
- 2004 «Un Cane italiano», Galerie Beaumontpublic, Luxembourg
- 2003 Mass MoCA
- 2003 Beacon Project Space, Beacon, New York
- 2003 NMAC, Spain
- 2003 Groningen, the Netherlands
- 2003 Musée Danon, France
- 2001 «Om Mani Padme Hum», Barbara Gladstone Gallery, New York, USA
- 2000 «Taigong fishing, Willing to Bite the Bait», Jack Tilton Gallery, New York, USA
- 1999 «Crane’s legs, Deer’s tracks», Project Gallery at CCA Kitakyushu, Japan
- 1998 Jack Tilton Gallery, New York
- 1998 De Appel, Amsterdam, Holland
- 1997 «Da Xian-The Doomsday», Art & Public, Geneva, Switzerland
- 1997 «Le sage suivant l’exemple de l’araignée qui tisse sa toile», Galerie Beaumont, Luxembourg
- 1997 «Péril de Mouton», Fondation Cartier pour l’Art Contemporain, Paris, France
- 1996 «Trois Pas, Neuf Traces», Atelier d’Artistes de la Ville de Marseille
- 1995 «Pharmacie», Galerie Froment & Putman, Paris, France
- 1994 «Kearny Street: An Installation by Huang Yong Ping», Capp Street Project, San Francisco
- 1994 «Chinese Hand Laundry», New Museum of Contemporary Art, New York
- 1993 «1 & 108», Akademie Schloss Solitude, Stuttgart, Germany
- 1992 «La maison d’augures», Galerie Froment & Putman, Paris, France
- 1991 «Réapparation de la Croix-Rouge», Hôpital Ephémère, Paris, France
- 1991 «Nous devons encore construire une grande cathédral», Galerie Fenster, Frankfurt, Germany
- 1990 «Sacrifice au feu, (Cézanne, Saint-Victoire 1990)», L’Ecole des Beaux-Arts d’Aix-en Provence, France
- 1990 L’Ecole des Beaux-Arts d’Avignon, France
- 1990 L’Ecole des Beaux-Arts de Rouen, France

## Работы
- «The History of Chinese Painting and the History of Modern Western Art washed in the washing machine for two minutes» Архивная копия от 4 мая 2007 на Wayback Machine, 1987
- Pentagon, 2007
- Colosseum, 2007